# The Space Between (filme de 2016)
The Space Between é um filme de drama australiano de 2016 dirigido e escrito por Ruth Borgobello. Foi selecionado como representante de seu país ao Oscar de melhor filme estrangeiro em 2018.

## Elenco
- Flavio Parenti - Marco
- Maeve Dermody - Olivia
- Lino Guanciale - Claudio